# Євстафій Дафномел
Євстафій Дафномел (д/н — після 1029) — державний та військовий діяч Візантійської імперії.

## Життєпис
Походив з малоазійського знатного роду Дафномелів. Ймовірно, розпочав службу за часів імператора Іоанна I. Усе життя провів у війнах з болгарами, здобувши авторитет одного з визначних військовиків. Можливо обіймав посади стратега якихось фем на Балканах. Підтримав спочатку повстання Барди Скліра у 976 році. В подальшому зберігав вірність імператорові Василю II. На 1005 рік мав титул патрикія.
У 998 або 1005 році на чолі флоту рушив до міста Діррахій, яке йому погодився здати Ашот Тароніт, намісник болгарської царя Самуїла I. Слідом за цим Дафномел доклав зусиль щодо відновлення феми Діррахій, стратегом якої став. Здійснював походи проти болгар уздовж Адріатичного моря та до Охридського озера. Відбив декілька спроб болгар повернути собі Діррахій. Успішно здобув фортеці та міста на захід від Охріду.
У 1014 році призначається стратегом Охріда, яке перед тим захопив. У 1018 році витримав облогу на чолі з царем Іваном Владиславом, який загинув у цій битві. Того ж року Євстафій Дафномел остаточного придушив болгарський опір на чолі з воєводою Івацем, що отаборився у фортеці Копринища (в сучасній Албанії). Дафномел захопив цю фортецю після 55-денної облоги, а Івацу відправив до Константинополя. Того ж року знову призначається стратегом феми Діррахій.
У 1029 році долучився до змови на чолі із Костянтином Діогеном, Пресіаном Болгарином, метою якого було повалення імператора Романа III та імператриці Зої та передача влади сестрі останньої Феодорі. Втім змову було викрито, Дафномела позбавлено майна й посади, покарано батогом, а після проведення вулицями Константинополя заслано. Подальша доля невідома.